# السعيد (السياني)

تعديل مصدري - تعديل

السعيد محلة تابعة لقرية الضيعة، التابعة لعزلة العربيين بمديرية السياني إحدى مديريات محافظة إب في الجمهورية اليمنية.، بلغ تعداد سكانها 187 حسب تعداد اليمن لعام 2004.